# Чикин, Аркадий Михайлович
Аркадий Михайлович Чикин (1 января 1955, Сызрань Куйбышевской (ныне Самарской области — 20 апреля 2019, Севастополь) — севастопольский писатель, публицист и прозаик, журналист, фотограф-подводник. Военный лётчик-инженер, офицер запаса. Член ассоциации подводной деятельности Крыма и Севастополя (№ В 020). Член Русского географического общества (2017).

## Биография
Родился в семье руководителя парторганизации железнодорожной станции в Самарской области. После окончания школы № 15, в 1972 году поступил в Сызранское высшее военное авиационное училище лётчиков, Филиал Военного Учебно-Научного Центра Военно-Воздушных Сил «Военно-воздушная академия им. профессора Н. Е. Жуковского и Ю. А. Гагарина» в г. Сызрань.
Военный лётчик-инженер. С 1976 по 2000 год проходил последовательно службу помощником командира экипажа многоцелевого вертолёта, командиром экипажа спасательного вертолёта в ВВС Краснознаменного Черноморского флота ВМФ СССР, а затем ВМФ РФ, долгое время работал в системе управления воздушным движением. Создал и руководил первым подводным клубом в истории авиации ЧФ в Каче. Лауреат французского-украинского фестиваля подводного изображения «Серебряная акула» (2001, Киев).
С 2000 года — офицер запаса, в отставке.
Преподавал в Севастопольском филиале Санкт-Петербургского Гуманитарного Университета профсоюзов, журналист газеты Российской Общины Севастополя до 2015 года. В связи с возвращением города в состав России выход газеты и деятельность РОС были остановлены.
Жил в г. Севастополе. Семья проживает в Севастополе. Внучка Чикина 28 февраля 2014 года позировала с В. В. Жириновским для прессы на Митинге Народной Воли.

## Творческая деятельность
Член Союза писателей России и Союза журналистов России. Почётный член-корреспондент Севастопольской Академии Наук (2013). В шорт-листе премии «Неизвестная Россия.» (2014). Автор 25-и книг (4-е книги опубликованы в интернет-версии: «Золотой идол», «Тайна Чёрного монаха», «Ищущий, да обрящет», «Тайны старых дневников») и более 500 публикаций по вопросам истории, политологии, подводного плавания.

## Избранная библиография
- Севастопольская Голгофа: Севастополь — жизнь и смерть офицерского корпуса императорской России — Крым (2005)
- Максимова дача (2000, 2005)
- Фотографируем под водой (2006 г., «ВЕЧЕ»)
- Крым подводный (2007 г,, 2010 г., «БИБЛЕКС»)
- Севастополь. Историко-литературный справочник (2008 г. «ВЕБЕР»)
- С ружьем в стране рыб
- СЕВАСТОПОЛЬ. Летопись времён 1773—2003 (2003 г., «ФРЕНДКОМ»)
- Охота под водой (2004 г., «ВЕЧЕ»)
- Город бессмертия (2004 г., «РИБЭСТ»)
- Хотите найти клад? (2008 г., «ВЕЧЕ»)
- На разломе. Черноморский флот: хроника противостояния 1991—1996 гг. (1998 г., «LOGOS»)
- Винтокрылое братство (2003 г., «РИБЭСТ»)
- Крымский путешественник (справочник-путеводитель) (2004 г., «ФРЕНДКОМ»)
- Морские дьяволы (2003 г., 2010 г., 2017 г., «ВЕЧЕ»)
- СЕВАСТОПОЛЬ. исторический путеводитель. Соавтор В. В. Шигин (2017 г. «ВЕЧЕ»)
- Тайны старых дневников (2014 г., «ДЕЛЬТА»)
- цикл произведений по истории города-героя Севастополя, в том числе «Севастополь, которого нет», «Севастополь — летопись времен», «Город бессмертия», «Севастопольский лорд-мэр: год 1901-й», «Севастопольское противостояние: год 1905-й», «Две жизни прожить не дано: год 1908-й» и другие.
- Одержимые небом. Начала авиации Севастополя (2018, «Литгазета Плюс»)

## Награды и премии
- В 2007 году за творческую деятельность удостоен «Благодарности» Министра культуры и массовых коммуникаций РФ А. С. Соколова.
- Лауреат национальной премии РФ «Культурное наследие» (2007).
- Лауреат севастопольского общегородского форума «Общественное признание»